# Kenia Sánchez
Kenia Sánchez (ur. 20 września 1982) – kubańska lekkoatletka specjalizująca się w skoku o tyczce.

## Osiągnięcia
- mistrzyni (1997)[1] i dwukrotna rekordzistka kraju[2]

## Rekordy życiowe
- skok o tyczce – 3,30 (1998 & 1999)